# Pachylophus queenslandicus
Pachylophus queenslandicus är en tvåvingeart som beskrevs av Spencer 1986. Pachylophus queenslandicus ingår i släktet Pachylophus och familjen fritflugor. Inga underarter finns listade i Catalogue of Life.